# Rubén Marchán
Rubén Marchán, 20 septembre 1994 à Manzanares (Castille-La Manche),,, est un handballeur espagnol qui joue au poste de pivot.
International depuis le 4 novembre 2020, il participe notamment au Championnat du monde 2021 où il remporte une médaille de bronze.
En club, après avoir débuté au BM Ciudad Encantada puis évolué quatre saisons au BM Benidorm et deux saisons au Ademar León, il signe en 2021 avec le club français du HBC Nantes,. En 2023, il rejoint le Paris Saint-Germain.

## Palmarès

### En équipe nationale
- médaille de bronze au Championnat du monde 2021

### En club
- Deuxième du Championnat d'Espagne en 2020
- Finaliste de la Coupe du Roi en 2021
- Vainqueur du Championnat de France en 2024 et 2025
- Vainqueur de la Coupe de la Ligue en 2021
- Vainqueur du Trophée des champions en 2022 et 2023
- Vainqueur de la Coupe de France en 2023